# Maria Sergejeva

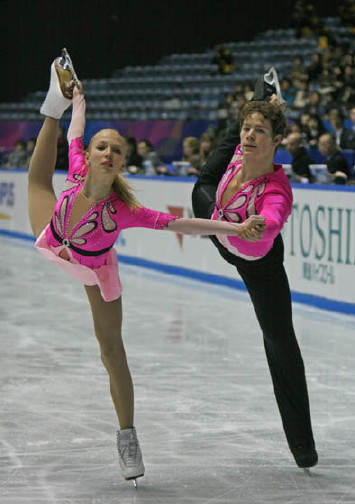
Maria Sergejeva mit Ilja Glebov, NHK Trophy, 2008

Maria Sergejeva (* 28. Oktober 1992 in Tallinn, Estland) ist eine estnische Eiskunstläuferin. Zusammen mit ihrem Partner Ilja Glebov ist sie mehrfache Siegerin bei nationalen Meisterschaften im Paarlauf.

## Sportliche Erfolge
Sergejeva und Glebov starten für den Klub Anna Levandi FSC, der von der ehemaligen sowjetischen Eiskunstläuferin Anna Levandi geführt wird. Sie wurden von der ehemaligen estnischen Eiskunstläuferin Ekaterina Nekrassova trainiert, bis sie 2009 zu Mariusz und Dorota Siudek wechselten.
Sergejeva und Glebov belegten bei den nationalen Meisterschaften 2004 und 2005 den zweiten Rang. 2007 konnten sie den Titel gewinnen. Bei den Juniorenweltmeisterschaften erreichten sie den siebenten Platz. 2008 konnten sie ihren Titel bei den estnischen Meisterschaften verteidigen. 